# Cookie Jar (альбом)
#Cookie Jar (с англ. — «Банка для печенья») — дебютный японский мини-альбом южнокорейской гёрл-группы Red Velvet. Выпущен 4 июля 2018 года лейблом Avex Trax.

## Предпосылки и релиз
23 мая 2018 года группа объявила о дебюте в Японии, с японским мини-альбомом под названием #Cookie Jar, 4 июля через свой официальный японский сайт.
Первые три трека в альбоме новые, другие три трека являются японскими версиями предыдущих синглов «Dumb Dumb», «Russian Roulette» и «Red Flavor».
Мини-альбом был выпущен 4 июля 2018 года.

## Коммерческий успех
Cookie Jar дебютировал на 3 строчке в еженедельном альбомном чарте Oricon, продав 26,124 физических копий. Он вошел и достиг пика на 4 строчке в горячих альбомах Billboard Japan и на 13 строчке, вальбомах US World. Мини-альбом был продан тиражом более 28,130 копий в первые две недели.

## Трек-лист
Digital download
| №                   | Название                                | Текст песни                              | Музыка | Длительность |
| ------------------- | --------------------------------------- | ---------------------------------------- | --- | ------------ |
| 1.                  | «#Cookie Jar»                           | MEG.ME                                   | Efraim Faramir Sixten Fransesco Vindalf Cederqvist Leo Mats Koray Genc Gavin Jones Saima Iren Mian Ronny Vidar Svendsen Anne Judith Wik Nermin Harambasic | 3:33         |
| 2.                  | «Aitai-tai (lit. "Miss You, I Always")» | H.Toyosaki MonoTree                      | MonoTree | 3:14         |
| 3.                  | «'Cause It's You»                       | Agehasprings                             | Anne Judith Wik Ronny Vidar Svendsen Nermin Harambasic Jin Suk Choi Justin Stein Park Geun-tae                                                            | 2:59         |
| 4.                  | «Dumb Dumb» (Японская версия)           | Seo Ji-eum Kim Dong-hyun Hidenori Tanaka | LDN Noise Taylor Parks Deanna Dellacioppa | 3:22         |
| 5.                  | «Russian Roulette» (Японская версия)    | Jo Yun-gyeong Hajime Watanabe            | Albi Albertsson Belle Humble Markus Lindell | 3:31         |
| 6.                  | «Red Flavor» (Японская версия)          | Kenzie Kami Kaoru                        | Daniel Caesar Ludwig Lindell | 3:11         |
| Общая длительность: | Общая длительность:                     | Общая длительность:                      | Общая длительность: | 19:49        |

## Чарты
| Чарты (2018)                 | Позиции в чартах |
| ---------------------------- | ---------------- |
| Japanese Albums (Oricon)     | 3                |
| Japan Hot Albums (Billboard) | 4                |
| US World Albums (Billboard)  | 13               |